# Colorado Rockies
Los Colorado Rockies (en español, Rockies de Colorado), son un equipo de béisbol profesional estadounidense con sede en Denver. Los Rockies compiten en Major League Baseball (MLB) como club miembro de la división Oeste de la Liga Nacional (NL) contra Los Angeles Dodgers, San Francisco Giants, San Diego Padres y Arizona Diamondbacks. El equipo juega sus partidos de béisbol en casa en el Coors Field, que está ubicado en el área del centro de la ciudad de Denver. Es propiedad de los hermanos Monfort y está gestionado por Bud Black.
Los Rockies comenzaron a jugar como un equipo de expansión para la temporada de 1993 y jugaron sus partidos como locales durante sus dos primeras temporadas en el Mile High Stadium. Desde 1995, han jugado en el Coors Field, que se ha ganado la reputación de ser un parque de bateadores. Los Rockies se han clasificado para la postemporada cinco veces, cada vez como ganadores del comodín. En 2007 el equipo ganó su primer (y único) banderín de la Liga Nacional después de ganar 14 de sus últimos 15 juegos en la temporada regular para asegurar una posición de comodín, coronando la racha con una victoria de 9-8 en 13 entradas contra los  San Diego Padres en el juego de desempate conocido cariñosamente como "Juego 163" por los fanáticos de los Rockies. Luego, los Rockies procedieron a barrer a los Philadelphia Phillies y los Arizona Diamondbacks en la NLDS y la NLCS respectivamente y entraron a la Serie Mundial de 2007 como ganadores de 21 de sus últimos 22 juegos. Sin embargo, fueron barridos por los Boston Red Sox, campeones de la Liga Americana (AL), en cuatro juegos.
Desde 1993 hasta 2021, los Rockies tienen un récord general de 2133–2401 (porcentaje de victorias de .470).

## Historia
Denver ha sido por mucho tiempo hogar de los Osos de Denver, equipo de Béisbol de las Ligas Menores y muchos en el área deseaban un equipo de Ligas Mayores. Siguiendo las deudas que tenía los Piratas de Pittsburgh, una situación hizo que no se fijaran en la recolocación del equipo de los Piratas. En 1991, como parte de la expansión de las Ligas Mayores de Béisbol, habría dos equipos de expansión Marlines de Florida (ahora Miami) y un grupo representativo de Denver lidereado por John Antonucci y Michael I. Monus, quienes obtuvieron una franquicia. Le llamaron "Rockies" debido a la proximidad de Denver con las Montañas Rocallosas, que es el reflejo de su logo. Iniciaron jugando en 1993 en el Mile High Stadium (Estadio de la Milla Alta) compartiendo con el equipo de fútbol americano, los Broncos de Denver sus primeras dos temporadas mientras terminaban de construir el Coors Field. Este estuvo terminado para la temporada de Béisbol en 1995. 
En 1998, el Juego de Estrellas fue realizado el 7 de julio de ese mismo año. 
En 2021, el Juego de Estrellas fue otorgado a los Rockies después de que los Atlanta Braves no pudieron realizar debido a las leyes electorales en el estado de Georgia, el 5 de abril, el Comisionado Rob Manfred Jr., anunció que los Rockies serán los anfritríones del Juego de Estrellas de las Grandes Ligas de Béisbol 2021, programado para el día 13 de julio, junto con el juego de las Futuras Estrellas el día 11 de julio y el Derby de los Jonrones el día 12 de julio.

## Sus primeros juegos en la Liga Nacional
En 1993, iniciaron jugando en la división Oeste de la Liga Nacional. Desde ese día, los Rocosos pudieron llegar en tres ocasiones a la postemporada de las Ligas Mayores en cada vez como Wild Card (comodín) de la Liga Nacional. Dos veces (1995 y 2009) fueron eliminados en la primera ronda de los playoffs. En el 2007 los Rocosos avanzaron a la Serie Mundial pero fueron barridos en 4 juegos por los Medias Rojas de Boston, quienes ganaron la Serie Mundial.
Los Rocosos han tenido sus juegos en casa desde 1995 en el Coors Field. Su campo de entrenamiento primaveral es en Salt River Field (Campo del Río Salado) en Talking Sick en Scottsdale, Arizona, el cual fue abierto en marzo del 2011 y es compartido con los Cascabeles-Coralillos de Arizona.

## La década de 1990 y los "Blake Street Bombers"
Los bombarderos de la calle Blake es un apodo que fue puesto por la fanaticada a tres de sus jugadores: Vinicio Castilla, Dante Bichette y el "Gato" Andrés Galarraga y, posteriormente, con la llegada al equipo de Larry Walker que también fue incluido. Motivo de este apelativo: Los cuatro eran temibles jonroneros con campañas arriba de los 40 jonrones como el caso de Vinnie Castilla que en la temporada de 1996, disparó 46 jonrones. A pesar de estos bombarderos, los Rocosos no fueron campeones en esas temporadas.
Justamente en 1993 fue cuando Andrés Galarraga se consagró como Campeón Bate de la Liga Nacional en el año de su estreno con el equipo.

## Jugadores

### Números retirados

Todd Helton (1B). Retirado el 17 de agosto de 2014.
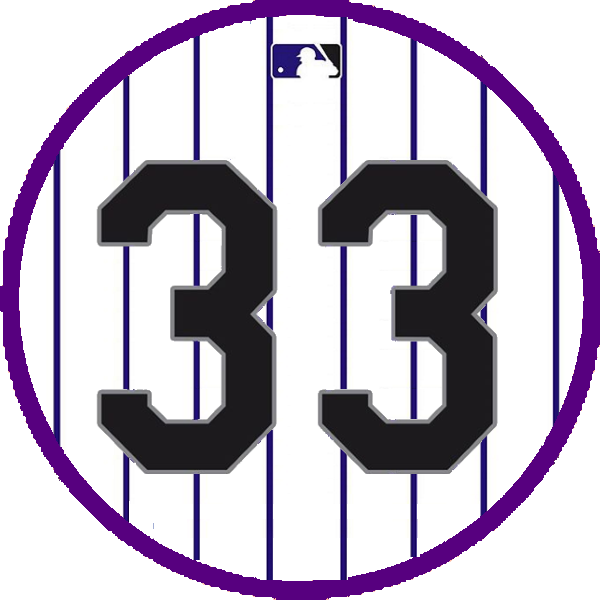
Larry Walker (RF). Retirado el 25 de septiembre de 2021.
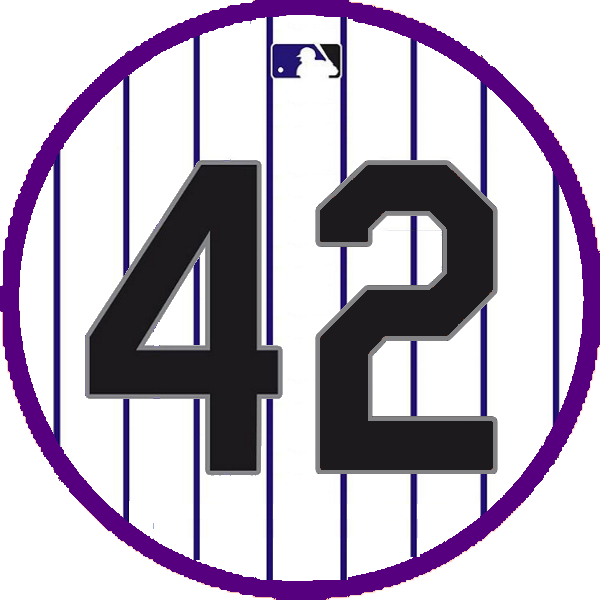
Jackie Robinson (2B). Retirado en toda la MLB el 15 de abril de 1997.
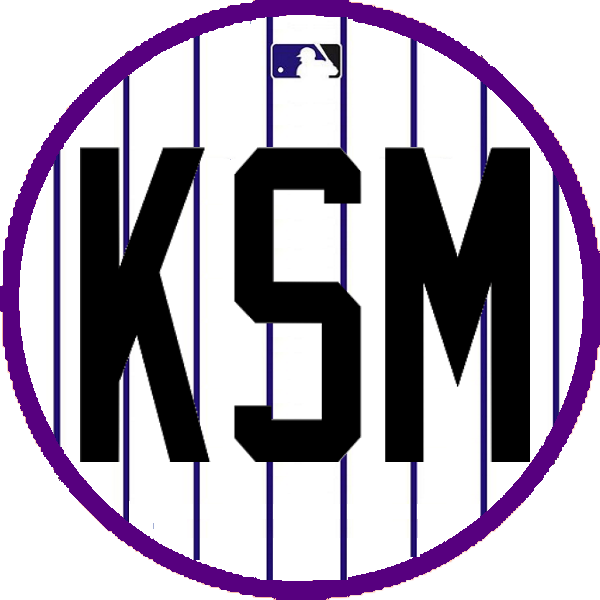
Keli McGregor (Presidente). Honorado el 28 de septiembre de 2010.

## Radio y televisión
Como en 2010 la estación de radio insignia de los Rocosos es KOA 850AM la cual transmite los juegos de la temporada en KHOW 630 AM debido a los conflictos con los juegos de los Broncos de Denver del fútbol americano. Los comentaristas son Jerry Schemmel y Jack Corrigan. La Radio Netword de los Rocosos está compuesta por 38 estaciones afiliadas en 8 estados.
Como en 2013, hay cadena de radio en el idioma español a través de KNRV 1150 AM.
Como en 2013, todos los juegos son producidos y televisados por Root Sports Rocky Mountain. Todos los 150 juegos producidos por Root Sports Rocky Mountain pueden ser vistos por HD (High Definition: Alta Definición). Jeff Huson, Drew Goodman y George Frazier forman el equipo de televisión junto con Marc Sout, Jenny Cavnar y Tracy Ringolsby, con show, entrevistas pre y postjuego.

## Palmarés
- Subcampeón Serie Mundial (1): 2007.
- Banderines de la Liga Nacional (1): 2007.